# Happy Here and Now
Happy Here and Now (bra: Segunda Vida) é um filme de 2002 dirigido por Michael Almereyda. Tem 45% no Rotten Tomatoes com base em 20 avaliações. Foi indicado ao Prêmio Independent Spirit em 2004.

## Sinopse
Quando uma jovem infeliz desaparece, sua irmã preocupada procura desesperadamente na Internet uma pista sobre o paradeiro de seu irmão desaparecido.

## Elenco
- Karl Geary como Eddie Mars / Tom
- Shalom Harlow como Muriel
- Clarence Williams III como Bill
- Ally Sheedy como Lois
- Gloria Reuben como Hannah
- David Arquette como Eddie
- Billy Slaughter como Napoleão Bonaparte
- Liane Balaban como Amelia